# Brad Renfro
Brad Barron Renfro (ur. 25 lipca 1982 w Knoxville, zm. 15 stycznia 2008 w Los Angeles) – amerykański aktor.
Debiutował w 1994 w tytułowej roli filmu Klient. W czasie swojej kariery zagrał w 25 filmach, kilku filmach krótkometrażowych i w jednym serialu. Większość jego późniejszej kariery była związana z uzależnieniami i innymi problemami osobistymi. Zmarł w wieku 25 lat z powodu przypadkowego przedawkowania heroiny i morfiny.

## Życiorys

### Wczesne lata
Urodził się w Knoxville w stanie Tennessee jako syn Angeli i Marka Renfro, pracownika fabryki. Po rozwodzie rodziców, od piątego roku życia wychowywała go babcia ze strony ojca Joanne Barron Renfro. Miał przyrodnią siostrę Haley Rose Olsen.
Uczęszczał do Lincoln Park Elementary School w Knoxville. Wziął udział w szkolnym przedstawieniu sponsorowanym przez DARE, programie, w którym młodzi ludzie dowiadują się o zagrożeniach, jakie niesie za sobą zażywanie narkotyków.

### Kariera
W 1994 jego babka zaprowadziła go na przesłuchanie do roli kluczowego świadka w sprawie zabójstwa prawnika w dreszczowcu sensacyjnym Joela Schumachera Klient, gdzie został wybrany przez Mali Finn, dyrektora castingu, spośród tysięcy kandydatów, w tym odrzucono Macaulaya Culkina. Renfro zagrał u boku Susan Sarandon i Tommy’ego Lee Jonesa. Film okazał się jedną z najlepszych adaptacji sądowych powieści Johna Grishama i został uznany za jeden z najlepszych filmów 1994, zaś dla samego Renfro był wstępem do świata wielkiego kina i przyniosła mu nagrodę Young Artist Award.
W 1995 wygrał nagrodę magazynu „The Hollywood Reporter” – „Młoda gwiazda” i został nominowany do nagrody jako jeden z „30 poniżej 30” magazynu „People” – dzięki roli Hucka Finna w filmie Tom i Huck, w którym zagrał wraz z Jonathanem Taylorem Thomasem.
W 1996 dostał rolę w filmie Uśpieni na podstawie powieści Lorenza Carcaterry. Film wyreżyserował Barry Levinson, ponadto zagrali w nim: Robert De Niro, Kevin Bacon, Dustin Hoffman i Brad Pitt.
W 1998 zagrał u boku Iana McKellena w Uczniu szatana w reżyserii Bryana Singera. W kolejnych latach był w obsadzie filmów takich jak Zabić drania (Bully, 2001), Ghost World (2001), Confessions of an American Girl (2002) w roli nastoletniego geja i Obłęd (2005). Był na okładce „Seventeen” (w lipcu 1997) i „US Weekly” (w grudniu 1999).
Pojawił się także w odcinku serialu Prawo i porządek (Law & Order: Criminal Intent) i zakończył zdjęcia do jeszcze nie udostępnionego filmu The Informers zagrał u boku Winony Ryder i Billy’ego Boba Thorntona.

## Życie prywatne
Był sprawnym gitarzystą, a jego idolem był Jimmy Page, gitarzysta Led Zeppelin.
Romansował z Gaby Hoffmann (1997–1998) i Daryl Hannah (2006).
Miał jedno dziecko, syna o imieniu Yamato Renfro (ur. 2003), który zamieszkał z matką w Japonii.

### Postępowania karne
W czerwcu 1998 jako 15-latek wraz jego 19-letnim kuzynem został zatrzymany przez policję, która znalazła u niego dwie działki kokainy w pudełku po papierosach i woreczek marihuany w skarpecie. Zawarł ugodę, w której zgodził się na losowe testy narkotykowe. W 2000 próbował ukraść luksusowy jacht; został oskarżony i skazany na dwa lata w zawieszeniu, musiał też pokryć koszty śledztwa i naprawy jachtu. Renfro kilka miesięcy po ogłoszeniu wyroku znów złamał prawo. Spędził trzy miesiące w specjalnym ośrodku, uczestnicząc w programie leczenia uzależnień.
W grudniu 2005 został aresztowany przez funkcjonariuszy policji podczas przemytu narkotyków, został posądzony o próbę posiadania heroiny. Jego zdjęcie skutego kajdankami trafiło na pierwszą stronę „Los Angeles Times”. Renfro przyznał się do uzależnienia od heroiny, został skazany na karę trzech lat pozbawienia wolności z warunkowym zawieszeniem jej wykonania. W 2006 został skazany na 10 dni więzienia za jazdę pod wpływem alkoholu i posiadanie heroiny. W czerwcu 2007 sąd stwierdził, że aktor naruszył warunki zawieszenia kary, nie zgłaszając się na kurację odwykową, której miał się poddać po aresztowaniu za posiadanie heroiny. Renfro otrzymał jeszcze 2 szanse zgłoszenia się na terapię, która miała trwać od 18 miesięcy do 3 lat. Gdyby nie wykorzystał szansy, zostałby skazany na karę pozbawienia wolności lub przymusowe leczenie w klinice odwykowej.

### Śmierć
Renfro został znaleziony martwy 15 stycznia 2008 w wieku 25 lat w swoim mieszkaniu w Los Angeles. 8 lutego 2008 roku władze stwierdziły, że śmierć Renfro była przypadkowa i została spowodowana iniekcją zbyt dużej dawki heroiny/morfiny. Został pochowany 22 stycznia 2008 na cmentarzu Red House Cemetery na północ od Knoxville.

## Filmografia
| Rok  | Tytuł                                                      | Rola                      | Reżyser         |
| ---- | ---------------------------------------------------------- | ------------------------- | --------------- |
| 1994 | Klient                                                     | Mark Sway                 | Joel Schumacher |
| 1995 | Wyprawa po życie (The Cure)                                | Erik                      | Peter Horton    |
| 1995 | Tom i Huck                                                 | Huck Finn                 | Peter Hewitt    |
| 1996 | Uśpieni (Sleepers)                                         | młody Michael Sullivan    | Barry Levinson  |
| 1997 | Jak kłamać w Ameryce (Telling Lies in America)             | Karchy Jonas              | Guy Ferland     |
| 1998 | Uczeń szatana (Apt Pupil)                                  | Todd Bowden               | Bryan Singer    |
| 1998 | „Gimme Shelter” (The Rolling Stones)                       | młody człowiek            |                 |
| 1999 | 2 Little, 2 Late                                           | Jimmy Walsh               | Tony Smith      |
| 2000 | Bezwiedne figle (Skipped Parts)                            | Dothan Talbot             | Tamra Davis     |
| 2000 | Byle do przerwy (Recess)                                   | głos                      | Howy Parkins    |
| 2000 | Herschel Hopper: New York Rabbit                           | Tanner                    | Larry Schwarz   |
| 2000 | Meter Man                                                  | Sal                       | Roger Bourdeau  |
| 2001 | Teoria klasy próżniaczej (The Theory of the Leisure Class) | Billy                     | Gabriel Bologna |
| 2001 | Wesoły obóz (Happy Campers)                                | Wichita                   | Daniel Waters   |
| 2001 | Zabić drania (Bully)                                       | Marty Puccio              | Larry Clark     |
| 2001 | Tart                                                       | William Sellers           | Christina Wayne |
| 2001 | Ghost World                                                | Josh                      | Terry Zwigoff   |
| 2002 | The Car Kid                                                | Vernon                    | Tricia Brock    |
| 2002 | American Girl                                              | Jay Grubb                 | Jordan Brady    |
| 2002 | Gang braci (Deuces Wild)                                   | Bobby                     | Scott Kalvert   |
| 2003 | Citizen Tony (TV)                                          | Thoren (głos)             | Igor Kovalyov   |
| 2003 | Zlecenie (The Job)                                         | Troy Riverside            | Kenny Golde     |
| 2004 | Przerwana podróż (Hollywood Flies)                         | Jamie                     | Fabio Segatori  |
| 2004 | Mummy an' the Armadillo                                    | Wyatte                    | J.S. Cardone    |
| 2005 | Obłęd' (The Jacket)                                        | Nieznajomy                | John Maybury    |
| 2005 | Coat Pockets                                               | Kenny                     | Matt Oates      |
| 2006 | Za cenę życia (10th and Wolf)                              | Vincent                   | Robert Moresco  |
| 2006 | Prawo i porządek (Law & Order: Criminal Intent)            | Duane Wilson (odc. Watch) | Alex Chapple    |
| 2008 | Informers (The Informers)                                  | Jack                      | Gregor Jordan   |

## Nagrody i nominacje
| Rok  | Nagroda                                              | Kategoria                                                                        | Film                        | Rezultat  |
| ---- | ---------------------------------------------------- | -------------------------------------------------------------------------------- | --------------------------- | --------- |
| 1995 | Young Artist Award                                   | Najlepsza rola w wykonaniu młodego aktora                                        | Klient                      | Wygrana   |
| 1995 | YoungStar Awards                                     | Najlepsza rola młodego aktora w dramacie                                         | Wyprawa po życie (The Cure) | Wygrana   |
| 1996 | Young Artist Award                                   | Najlepszą rola pierwszoplanowa dla młodego aktora (wspólnie z Josephem Mazzello) | Wyprawa po życie (The Cure) | Wygrana   |
| 1996 | YoungStar Awards                                     | Najlepsza rola młodego aktora w komedii                                          | Tom i Huck                  | Nominacja |
| 1997 | YoungStar Awards                                     | Najlepsza rola młodego aktora w dramacie                                         | Uśpieni (Sleepers)          | Nominacja |
| 1998 | Międzynarodowy Festiwal Filmowy w Tokio              | Najlepszy aktor                                                                  | Uczeń szatana (Apt Pupil)   | Wygrana   |
| 1999 | Academy of Science Fiction, Fantasy and Horror Films | Nagroda Saturn w kategorii najlepszy młody aktor/aktorka                         | Uczeń szatana (Apt Pupil)   | Nominacja |
| 2004 | Sedona International Film Festival                   | Nagroda reżysera dla najbardziej inspirującego młodego aktora                    | –                           | Wygrana   |